# Petite Île Bois Mangue
Petite Île Bois Mangue (francuski za "mali otok šume manga") je otok površine 9 ha na atolu Peros Banhos u otočju Chagos Britanskog teritorija Indijskog oceana.
Dio je strogog prirodnog rezervata Peros Banhos. BirdLife International ga je označio kao važno područje za ptice zbog njegovog značaja kao mjesta za razmnožavanje tankokljunih čigri (Anous tenuirostris), kojih je 12 000 parova zabilježeno u istraživanju 2004. godine.